# Rohrbach (Heidelberg)

Mapa da localização de Rohrbach em Heidelberg

Rohrbach é um distrito de Heidelberg em Baden-Württemberg.

## Localização
Rohrbach localiza-se aproximadamente três quilômetros ao sul do centro de Heidelberg, aproximadamente na metade da distância a Leimen.

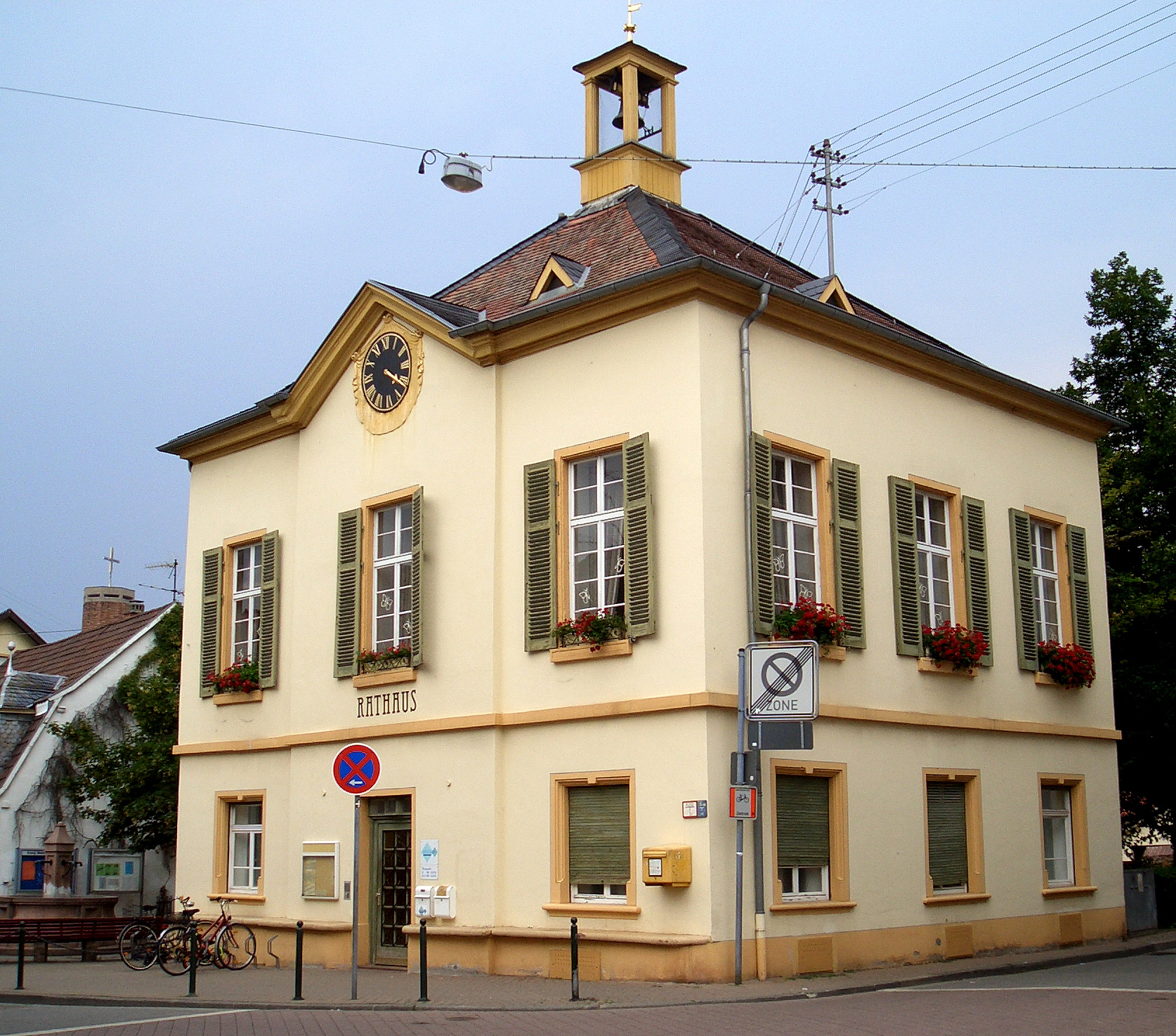
Prédio da prefeitura de Rohrbach

Rohrbach foi citada no ano 766 como Rorbach no Lorscher Codex..

Brasão de armas de Rohrbach